# Ariel Fernandez

Ariel Fernandez

Ariel Fernandez (* 8. April 1957 als Ariel Fernández Stigliano) ist ein argentinisch-amerikanischer physikalischer Chemiker und pharmazeutischer Wissenschaftler.

## Ausbildung und früher Werdegang
Fernandez erwarb Lizenziat-Abschlüsse in Chemie (1979) und Mathematik (1980) an der Universidad Nacional del Sur in Argentinien. Er erhielt einen Doktorgrad von der Yale-Universität in 1984 mit einer Arbeit über die „Strukturelle Stabilität chemischer Systeme in kritischen Regimen“ (Structural Stability of Chemical Systems at Critical Regimes) in der Gruppe von Oktay Sinanoğlu. Seine frühen Publikationen veröffentlichte er in Assoziation mit dem Weizmann-Institut für Wissenschaften, der Princeton University und der University of California, San Diego. Er war leitender Wissenschaftler in der Arbeitsgruppe von Nobelpreisträger Manfred Eigen am Max-Planck-Institut für biophysikalische Chemie.

## Berufliche Laufbahn
Fernandez forschte und lehrte an zahlreichen Instituten, u. a. der University of Miami, der Universidad Nacional del Sur, dem Max-Planck-Institut für Biochemie, der University of Chicago, der Universität Osaka, der Indiana University School of Medicine, dem Morgridge Institute for Research und der National Tsing-Hua-Nationaluniversität. Bis zum Jahr 2011 bekleidete Fernandez die Karl F. Hasselmann Professur für Bioingenieurtechnik an der Rice University. Während Fernandez seinen Stiftungslehrstuhl an der Rice University innehatte, wurde seine biomedizinische Forschung hauptsächlich vom National Institutes of Health (NIH) des National Institute of General Medical Sciences (NIGMS) finanziert. Fernandez wird als Editor mehrerer Journale der Omics Publishing Group gelistet, welche jedoch als sogenannter „Raubverlag“ in Verruf steht. Fernandez ist Rezensent Editor für Frontiers in Chemistry. Zurzeit ist er Unternehmer einiger selbst-gegründeter pharmaziebezogener Firmen wie ProWDSciences, AF Innovation, und Ariel Fernandez Consultancy.
Fernandez entwickelte das Konzept des sogenannte „Dehydrons“, einem adhäsiv-strukturellen Defekt in einem wasserlöslichen Protein, der die eigene Dehydratation fördert. Ein Dehydron besteht aus einer intramolekularen Wasserstoffbrückenbindung, die nicht ausreichend umhüllt oder unzureichend vor Wasserangriff aus der Protein-Hydrathülle geschützt ist. Dehydrone verursachen eine sog. „epistrukturelle Verspannung“, eine Grenzflächenspannung um die Proteinstruktur, die sowohl Protein-Protein-Wechselwirkungen als auch Protein-Ligand Assoziationen fördert. Die Eigenschaften der Protein-Dehydrone haben Auswirkungen auf die Pharmaforschung, da Dehydrone Ziel hochspezifischer Arzneimittel oder Liganden sein können, die bei Ankopplung zu einer besseren Umhüllung des Dehydrons führen. Dehydrone können daher als effektive und selektive Filter für das Wirkstoffdesign betrachtet werden, die sich mittels der sog. „Hülltechnologie“ als Plattform zur Erzeugung sicherer Medikamente nutzen ließen. Diese Technologie wurde erstmals von Fernandez und Mitarbeitern zum Redesign des Antikrebswirkstoffes Gleevec genutzt, um dessen potentielle Cardiotoxizität zu beseitigen. In einem kürzlich erteilten Patent zur Hülltechnologie wurden von Richard L. Moss und Ariel Fernandez Dehydron-reiche Regionen in einem spezifischen Protein angezielt, um Medikamente zur Heilung von Herzinsuffizienz zu entwickeln.
Fernandez hat fünf Bücher und mehr als 400 wissenschaftliche Artikel veröffentlicht. In seinem 2021 erschienenen Buch Plattform für künstliche Intelligenz für die molekulare zielgerichtete Therapie: Ein translationaler wissenschaftlicher Ansatz mit einem Vorwort des Nobelpreisträgers Robert Huber wird ein Ansatz für das Wirkstoffdesign diskutiert, der künstliche Intelligenz nutzt. Das System stellt die zelluläre Umgebung wieder her, in der das Protein durch das Arzneimittel funktionell blockiert werden muss, und geht das Problem der in-vivo-Proteinfaltung an.

## Auszeichnungen
Fernandez wurde 1989 als Camille and Henry Dreyfus Distinguished New Faculty ausgezeichnet. 1991 erhielt er den Camille and Henry Dreyfus Teacher-Scholar Award und 1995 ein Guggenheim-Stipendium. In 2006 wurde er zum Fellow des American Institute for Medical and Biological Engineering ernannt.

## Veröffentlichungen
Bücher
- Ariel Fernández: Transformative Concepts for Drug Design: Target Wrapping. Springer-Verlag, Berlin / Heidelberg 2010, ISBN 978-3-642-11791-6.
- Ariel Fernández Stigliano: Biomolecular Interfaces. Springer-Verlag, Berlin / Heidelberg 2015, ISBN 978-3-319-16849-4.
- Ariel Fernández: Physics at the Biomolecular Interface. Springer International Publishing AG, Schweiz 2016, ISBN 978-3-319-30851-7.
- L. Ridgway Scott and Ariel Fernández: A Mathematical Approach to Protein Biophysics. Springer-Verlag, Schweiz 2017, ISBN 978-3-319-66031-8.
- Ariel Fernández: Artificial Intelligence Platform for Molecular Targeted Therapy: A Translational Science Approach. World Scientific Publishing Co., Singapore 2021, ISBN 978-981-12-3230-5.
- Ariel Fernández: Topological Dynamics in Metamodel Discovery with Artificial Intelligence: From Biomedical to Cosmological Technologies. Chapman & Hall / CRC Press, UK 2022, ISBN 978-1-032-36632-6
- Ariel Fernández: Artificial Intelligence on Dark Matter and Dark Energy: Reverse Engineering of the Big Bang. Chapman & Hall / CRC Press, UK 2023, ISBN 978-1-032-46554-8
- Ariel Fernández: Artificial Intelligence Models for the Dark Universe: Forays in Mathematical Cosmology. Chapman & Hall / CRC Press, Taylor & Francis, UK, ISBN 978-1-032-81823-8
- Ariel Fernández: De novo Quantum Cosmology with Artificial Intelligence: Applications of Formal Autoencoders. Chapman & Hall / CRC Press, UK 2025, ISBN 978-1-041-04503-8

Fachzeitschriften
In seinem Google-Scholar-Profil werden die folgenden Beiträge als meist-zitiert gelistet:
- A. Fernández, R. S. Berry. Proteins with H-bond packing defects are highly interactive with lipid bilayers: Implications for amyloidogenesis. In: Proceedings of the National Academy of Sciences. 100, Nr. 5, 2003, S. 2391–2396.
- A. Fernández, J. Kardos, L. R. Scott, Y. Goto, R. S. Berry: Structural defects and the diagnosis of amyloidogenic propensity. In: Proceedings of the National Academy of Sciences. 100, Nr. 11, 2003, S. 6446–6451.
- A. Fernández, H.A. Scheraga: Insufficiently dehydrated hydrogen bonds as determinants of protein interactions. In: Proceedings of the National Academy of Sciences. 100, Nr. 1, 2003, S. 113–118.
- A. Fernández, R. Scott: Dehydron: a structurally encoded signal for protein interaction. In: Biophysical Journal. 85, Nr. 3, 2003, S. 1914–1928.
- A. Fernández, A. Sanguino, Z. Peng, E. Ozturk, J. Chen, A. Crespo, S. Wulf et al.: An anticancer C-Kit kinase inhibitor is reengineered to make it more active and less cardiotoxic. In: The Journal of Clinical Investigation. 117, Nr. 12, 2007, S. 4044–4054.

Patente erteilt
- US 8,466,154
- US 9,051,387